# Карбонара (Ређо ди Калабрија)
Карбонара је насеље у Италији у округу Ређо ди Калабрија, региону Калабрија.
Према процени из 2011. у насељу је живело 44 становника. Насеље се налази на надморској висини од 142 м.